# Джефф Раймен
Джефф Раймен (англ. Geoff Ryman; 9 травня 1951) — канадський письменник, що пише у жанрі наукової фантастики.

## Біографія
Джефф Райман народився в Канаді в 1951 році. З 11 років жив в США, закінчив Каліфорнійський університет в Лос-Анджелесі з дипломом філолога і історика (бакалавр). Вів письменницькі курси у відомих майстернях «Clarion» і «Clarion West [Архівовано 30 червня 2017 у Wayback Machine.]», в 2003 - 2004 роках був старшим викладачем на факультеті англійської словесності університету Ньюкасла. Разом з групою письменників брав участь в артпроєкті «USEXCO» на Единбурзькому міжнародному книжковому фестивалі 1991 року. Займався дослідженнями стародавньої Камбоджі, за час археологічних експедицій були написані повісті «The Last Ten Years in the Life of Hero Kai», «Красива дочка Пол Пота» (Pol Pot's Beautiful Daughter) і «The King's Last Song »(про кхемрського короля Джаявармана VII). Зараз проживає в Англії, де веде курси письменницької майстерності на філологічному факультеті Манчестерського університету.

## Премії
- Всесвітня премія фентезі, 1985 - «Нескорена країна» (англ. The Unconquered Country) (в номінації Повість);
- Премія Британської асоціації наукової фантастики, 1985 - «Нескорена країна» (англ. The Unconquered Country) (в номінації Коротке оповідання);
- Всесвітня премія фентезі, 1988 - «Love Sickness» (в номінації Повість);
- Премія Артура Кларка, 1990 - Сад дитини (англ. The Child Garden) (в номінації Роман);
- Меморіальна премія імені Джона Кемпбелла, 1990. - «Дитсадок» (англ. The Child Garden) (в номінації Найкращий науково-фантастичний роман);
- Премія Філіпа Кіндреда Діка, 1999 - «253» (англ. 253: A Novel for the Internet in Seven Cars and a Crash) (в номінації Найкраща науково-фантастична книга в США);
- Премія Джеймса Тіптрі-молодшого, 2006 - «Повітря» (англ. Air) (в номінації Роман);
- Премія Британської асоціації наукової фантастики, 2006 - «Повітря» (англ. Air) (в номінації Роман);
- Премія Артура Кларка, 2006 - «Повітря» (англ. Air) (в номінації Роман).
- Неб'юла, 2012 - «Що ми знайшли» (англ. What We Found) (в номінації Найкраща коротке оповідання).